# شعب الصيفي (الرياشية)

تعديل مصدري - تعديل

شعب الصيفي هي إحدى قرى عزلة وادي الرياشية بمديرية الرياشية التابعة لمحافظة البيضاء، بلغ تعداد سكانها 564 نسمة حسب تعداد اليمن لعام 2004.